# Servant Air
Servant Air, Inc. — американська авіакомпанія місцевого значення зі штаб-квартирою в місті Кадьяк (Аляска, США), що виконує регулярні пасажирські та чартерні перевезення між невеликими аеропортами штату Аляска.

## Історія
Авіакомпанія була заснована навесні 2003 року, тоді використовувався один літак Cessna 207. В даний час авіакомпанія, використовуючи кілька одно - і багатомоторних літаків, виконує регулярні авіаперевезення між селами острова Кадьяк .

## Флот
Флот Servant Air включає в себе літаки Cessna 207, Piper Lance і Islander.

## Пункти призначення
Всі пункти призначення знаходяться на Алясці:
- Ахіок (AKK) — аеропорт Ахіок
- Карлук (KYK) — аеропорт Карлук
- Кадьяк (ADQ) — аеропорт Кадьяк (хаб)
- Ларсен-Бей (KLN) — аеропорт Ларсен-Бей
- Олд-Харбор (OLH) — аеропорт Олд-Харбор
- Узінкі (KOZ) — аеропорт Узінкі
- Порт-Лайонс (ORI) — аеропорт Порт-Лайонс

## Події
- 6 січня 2008 року літак Piper Navajo Chieftain, що виконував рейс 109 авіакомпанії Servant Air, впав біля аеропорту Кадьяк відразу після зльоту. Літак прямував в Хомер (аеропорт), вижило 4 людини з 9 пасажирів і одного пілота, що знаходилися на борту літака[2].